# Alfred J. Kwak
Alfred J. Kwak (小さなアヒルの大きな愛の物語 あひるのクワック, Chiisana Ahiru no Ōkina Ai no Monogatari: Ahiru no Kuwakku) est une série animée néerlando-japonaise en 52 épisodes de 25 minutes fondée sur la pièce de théâtre de Herman van Veen et diffusée entre le 3 avril 1989 et le 29 mars 1990 sur TV Tokyo ainsi que sur VARA aux Pays-Bas et ZDF en Allemagne.
Le character designer est confié à Harald Siepermann. La série a ensuite été adaptée en figurines et en bande dessinée.
En France, la série a été diffusée à partir du 5 novembre 1990 sur TF1 dans Avant l'école, et au Québec à partir du 1er décembre 1991 à Super Écran, puis rediffusée à partir du 13 mars 1993 sur Canal Famille.

## Fiche technique
- Titre français : Alfred J. Quack
- Réalisateur : Hiroshi Saitô
- Scénario : Akira Miyazaki, Herman van Veen d'après sa pièce de théâtre
- Musique originale : Erik van der Wurff et Herman van Veen (1989-1991), Harry Sacksioni
- Image : Hisao Shirai
- Studios de production: VARA, Telecable Benelux B.V. et TV Tokyo
- Directeur de production : Matsue Jimbo
- Pays :  Pays-Bas,  Allemagne et  Japon
- Langue : Néerlandais
- Durée d'un épisode : 25 minutes
- Date de première diffusion : 24 décembre 1989, aux Pays-Bas

## Épisodes
1. La naissance d'Alfred
2. Le premier anniversaire d'Alfred
3. Le rubis de la couronne
4. Le piège
5. Le secret de Dolf
6. Hissez les voiles
7. Le flacon
8. La course
9. Larguez les amarres
10. Le tapis volant
11. Alfred au cirque
12. La reine blanche
13. Échec et mat
14. Comme des poissons dans l'eau
15. La tempête
16. Départ pour l'Antarctique
17. Des amis venus du ciel
18. La croix du sud
19. Nul ne possède l'océan
20. Le cauchemar
21. Un emprunt royal
22. Vive Dolf
23. L'évasion
24. Dolf empereur
25. La fin de Dolf
26. Non, l'homme des neiges n'est pas abominable
27. Coup de foudre
28. Cadeau royal
29. Le retour au pays
30. L'île de la tortue
31. La plateforme pétrolière
32. Les capsules de verre
33. Le rêve
34. Le médicament du professeur
35. La sortie s'il vous plaît
36. Michaël Duckson
37. Un voyage mouvementé
38. La victoire de l'amour
39. Alfred et la sorcière
40. Le projet dérobé
41. L'éruption du volcan
42. Le dragon en péril
43. Décision royale
44. Dolf et le pouvoir
45. L'épidémie
46. À la recherche du clown
47. Le violon fait des miracles
48. Alfred et le golf
49. L'arc-en-ciel
50. À la poursuite du vase aux étoiles d'or
51. Pitié pour la forêt
52. Joyeux anniversaire Alfred

## Diffusion
| Pays       | Réseau                     |
| ---------- | -------------------------- |
| Pays-Bas   | VARA                       |
| Japon      | TV Tokyo                   |
| Allemagne  | ZDF                        |
| Israël     | IETV                       |
| Espagne    | TVE                        |
| Angleterre | Channel 4                  |
| Italie     | Italia 1, Canale 5         |
| Grece      | ERT                        |
| Pologne    | TVP                        |
| Hongrie    | Magyar Televízió, BRT      |
| Islande    | Sjónvarpið                 |
| Suède      | SVT, SR, TV4               |
| Belgique   | VRT, RTBF                  |
| Norvège    | NRK                        |
| Danemark   | TV2                        |
| Finlande   | YLE                        |
| Serbie     | BK                         |
| France     | FR-3, Canal+, TF1          |
| Québec     | Super Écran, Canal Famille |

## Récompense
En 1991, Herman van Veen a remporté le Goldene Kamera Award pour sa série animée.